# Danh sách hãng hàng không Mông Cổ
Đây là danh sách các hãng hàng không hiện có chứng chỉ AOC do Cơ quan Hàng không Dân dụng Mông Cổ (tiếng Mông Cổ: Иргэний Нисэхийн Ерөнхий Газар) cấp.
| Hãng                     | Hãng (trong tiếng Mông Cổ)             | ICAO | IATA | Thương hiệu       |  |
| ------------------------ | -------------------------------------- | ---- | ---- | ----------------- |  |
| Aero Mongolia            | Аэро Монголиа                          | MNG  | M0   | AERO MONGOLIA     |  |
| Blue Sky Aviation        | Блу скай                               | BCA  |      | BLUE SKY MONGOLIA |  |
| Central Mongolia Airways | Сентрал монголия эйрвэйз               | CEM  | -    | CENTRAL MONGOLIA  |  |
| Eznis Airways            | Изинис Эйрвэйз                         | EZA  | ZY   | EZNIS             |  |
| MIAT Mongolian Airlines  | MИАТ - Монголын Иргэний Агаарын Тээвэр | MGL  | OM   | MONGOL AIR        |  |
| Sky Horse Aviation       | Тэнгэрийн улаач                        | TNL  | -    | SKY HORSE         |  |